# Feuerstellenplatz von Triwalk
Der Feuerstellenplatz von Triwalk befindet sich auf einer Anhöhe östlich von Triwalk, in Lübow, bei Wismar, im Landkreis Nordwestmecklenburg in Mecklenburg-Vorpommern. Dort fanden sich Spuren neolithischer Töpferei und bronzezeitlicher Feuerkulte.

Lage

## Kontext
In Skandinavien und Norddeutschland sind die im Jahre 1906 erstmals erkannten Gargruben (dänisch Kokegroper), (schwedisch Kokgropar med Skärvsten),  (englisch Pit Alignments) ein Phänomen der jüngeren Bronze- und der Eisenzeit. Die neuere Forschung bezeichnet derartige Fundstellen als Kultfeuer- oder Feuerstellenplätze. 1989 listet Sigrid Heidelk-Schacht bereits 30 derartiger Plätze in Mecklenburg-Vorpommern und im Norden von Brandenburg und Sachsen-Anhalt (Zedau) auf. Bei den Plätzen handelt sich um Ansammlungen gleichartiger Feuerstellen, die fast immer in exponierter Lage und unmittelbarer Wassernähe angelegt wurden. Sie liegen bisweilen in der Nähe bronzezeitlicher Gräber, jedoch stets abseits von Siedlungen. Feuerstellen enthalten nur sehr selten Funde und sind obertägig kaum nachweisbar.

## Das Gelände
In Jungmoränengebieten kommen Bodenarten wie Lehm und Sand auf kleinstem Raum vor. Ein solches Vorkommen auf der an einen Bachlauf angrenzenden Kuppe bei Triwalk wurde lange als Sandgrube genutzt, wobei im Jahre 1970 neolithische Funde geborgen wurden. Bei der Trassengrabung für die Bundesautobahn 20 bot sich die Gelegenheit, Teile des Fundplatzes auszugraben.

## Die Feuerstellenreihen
In Triwalk haben die Gruben durchschnittlich 30 cm Tiefe und einen Meter Durchmesser. Sie sind mit schwarzer Branderde gefüllt, die hohe Anteile an Holzkohle und geglühten Feldsteinen enthält. Unterhalb der Kuppe bei Triwalk lief quer über die 60 m breite Grabungsfläche eine ovale Reihe von Feuerstellen, die in etwa einer Höhenlinie folgt. Auch diese erwiesen sich als fundarm. Von den 27 untersuchten Stellen enthielt nur die Hälfte Fundmaterial. Es bestand meist aus Feuersteinartefakten. In wenigen Fällen wurde mittelneolithische Keramik angetroffen.
Anders als in Triwalk sind Kultfeuerplätze in der Regel nicht mit zeitgleichen Siedlungen vergesellschaftet. Anhand der Keramik können hier drei benachbarte Gruben in den gleichen Zeithorizont datiert werden. Zu dem Komplex gehört ein Ofen, dessen steile Wände eine dünne, verziegelte Lehmschicht aufweisen. Die relativ geringen Hitzeeinwirkungen können darauf deuten, dass er zum Brotbacken oder Dörren benutzt wurde.
Mangels anderer Deutungsmöglichkeiten werden Feuerstellenreihen als Ausdruck kultisch-religiöser Handlungen angesehen, weshalb sie als Kultfeuer- oder Feuerkultplätze bezeichnet werden. Die Holzkohle aus den Feuerstellen von Triwalk wurde mittels der Radiokohlenstoffdatierung in die Spätbronzezeit um 850 v. Chr. datiert.

## Neolithikum
Vor den Kultfeuerstellen der Bronzezeit befand sich auf der Kuppe und am bachseitigen Hang eine Siedlung der Trichterbecherkultur (TBK). Die exponierte Lage entspricht aber nicht dem Bild einer Siedlung der ersten Ackerbauernkultur, die bevorzugt an Südhängen auf leichten (trockenen) Böden angelegt wurde.
Bei den rund 180 Befunden handelt es sich meist um einfache Gruben, die maximal eine Länge von etwa drei und eine Tiefe von einem Meter erreichen. Aus ihnen stammen fast 37.000 Keramikscherben. Unter den 19.000 Flintartefakten sind über 700 Schaber, Bohrer, Feuerschläger, zwei nahezu vollständig erhaltene Meißel und zwei Scheibenmesser, eine typische Geräteform des Mittelneolithikums.
Zwischen den Befunden liegen große Freiflächen, auf denen die Standorte von Häusern zu erwarten waren, die zum Bild einer Siedlung gehören. Das Bestreben, auf ihnen Befunde aufzuspüren, blieb jedoch erfolglos. Eventuell fielen die Spuren im Lauf der Jahrtausende der Erosion zum Opfer.
Die Begrenzung durch eine Grubenreihe unterscheidet Triwalk zusätzlich von neolithischen Siedlungen in Mecklenburg-Vorpommern. Zum Nordosten hin ist das Areal durch eine Reihe runder Gruben abgegrenzt, deren Verlauf der Höhenlinie folgt. Die Gruben mit einem Durchmesser von rund 1,5 m und einer Tiefe von rund einem Meter zeigten im Gegensatz zu den übrigen Befunden in Triwalk ein planvolles Bild. In zwei der Gruben lagen fast vollständige Gefäße. Ihre Verfüllung geschah oft in Schichten, in die Lagen zerscherbter Keramik eingebettet waren.
Diese abgrenzende Grubenreihe erinnert an zeitgleiche Erdwerke, deren Areal durch Grabensegmente umrissen wird. Bei einer geophysikalischen Untersuchung stellte sich jedoch heraus, dass sich dieser Gedanke nicht halten ließ. Eine Deutung als Vorratsgruben wurde vor allem wegen der Randlage verworfen.
Die Grubenreihe orientiert sich an einem Streifen relativ leichten Lehms mit teilweise hohem Sandanteil, der als Rohmaterial für die Töpferei nutzbar war. Es ist denkbar, dass die Gruben ihre Entstehung der Gewinnung dieses Rohstoffes verdanken. Das erklärt allerdings nicht ihre regelmäßige Anordnung und die Holzkohle.
Bleibt die Frage nach der Standortwahl. Eine Erklärung können zwei eingetiefte Herdanlagen liefern. Sie bestanden jeweils aus einer ovalen Brennkammer mit einer kleinen vorgelagerten Grube, die Holzkohle enthielt. Der untere Teil der Brennkammer war bei dem am besten erhaltenen Ofen noch intakt. Aus dem Innenraum wurden die Einzelteile der eingestürzten Kuppel geborgen – zahlreiche Bruchstücke verziegelten Lehms mit Flechtwerkabdrücken.
Die Öfen sind anhand der Keramik ins Nordische Mittelneolithikum zu datieren. Die große Hitzeentwicklung und die verhältnismäßig kleine Brennkammer lassen an Brennöfen für Tongefäße denken. Die aufwändig mit Leiterbändern, hängenden oder stehenden Dreiecken oder Tannenzweigmustern verzierte Keramik der Siedlung ist gleichmäßig gebrannt und teilweise von exzellenter Qualität. Vorwiegend handelt es sich um Trichterbecher, aber auch Backteller, Trichterschalen, Henkelkannen und Amphoren sind vertreten. Die Tonware ist typisch für die Zeit um 3000 v. Chr.